# VY Большой Медведицы
VY Большой Медведицы (лат. VY Ursae Majoris), HD 92839 — одиночная переменная звезда в созвездии Большой Медведицы на расстоянии приблизительно 1403 световых лет (около 430 парсеков) от Солнца. Видимая звёздная величина звезды — от +7m до +5,87m.

## Характеристики
VY Большой Медведицы — красная углеродная пульсирующая медленная неправильная переменная звезда (LB) спектрального класса C6,3(N0). Эффективная температура — около 2847 К.